# Себастьян Фундора
Себастьян Александер Фундора (англ. Sebastian Alexander Fundora; нар. 28 грудня 1997) — американський боксер-професіонал кубинського походження, чемпіон світу за версіями WBC (2024—т.ч.) і WBO (2024—2025) в першій середній вазі.

## Професіональна кар'єра
30 березня 2024 року в бою проти Тіма Цзю (Австралія) відібрав титул чемпіона світу за версією WBO і завоював вакантний титул чемпіона світу за версією WBC в першій середній вазі.